# 长圆叶梾木
长圆叶梾木（学名：Swida oblonga），为山茱萸科梾木属下的一个植物种。